# Observations d'ovnis entre l'été 2014 et mars 2015 au large de la côte est des États-Unis

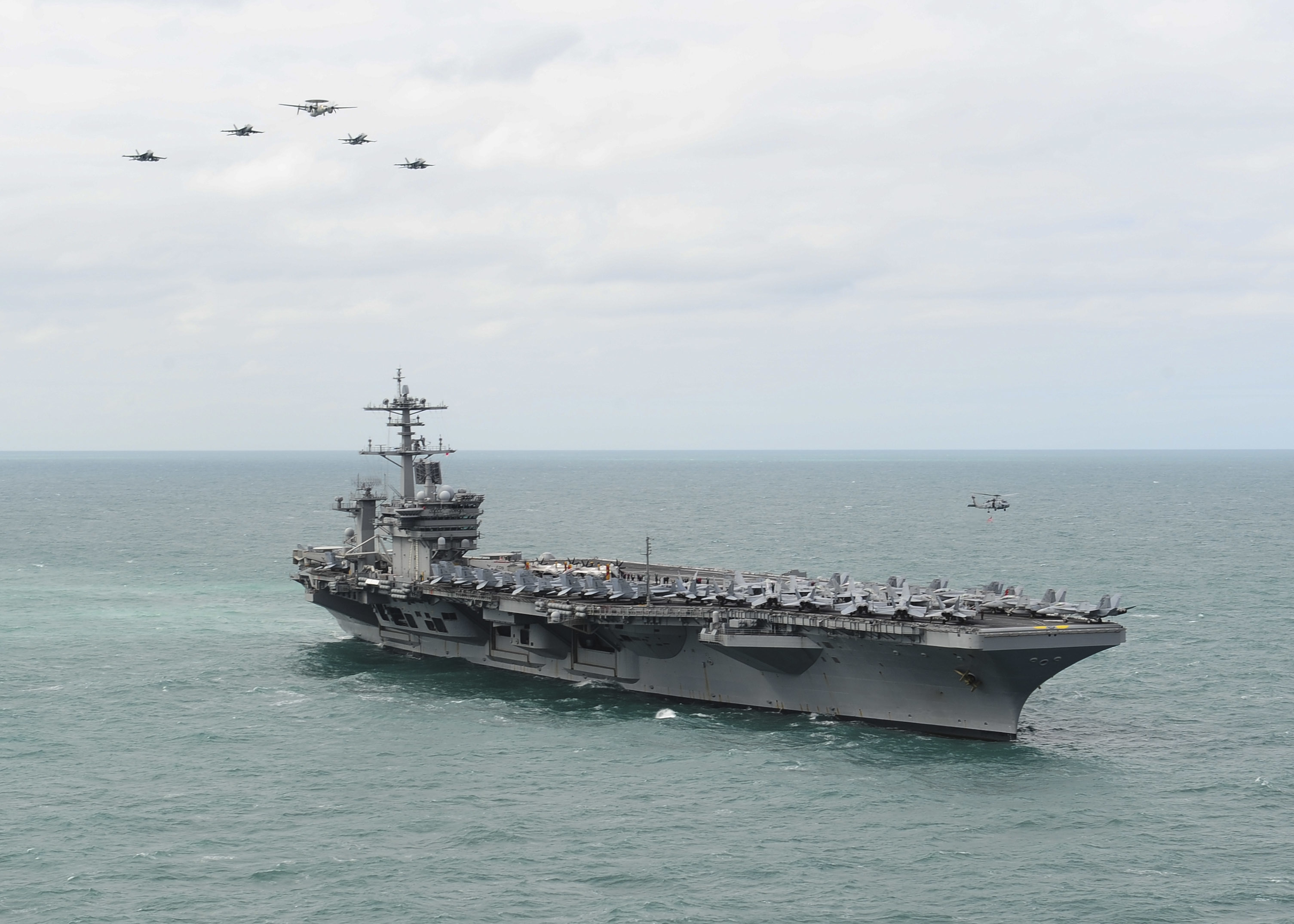
Le porte-avion américain.

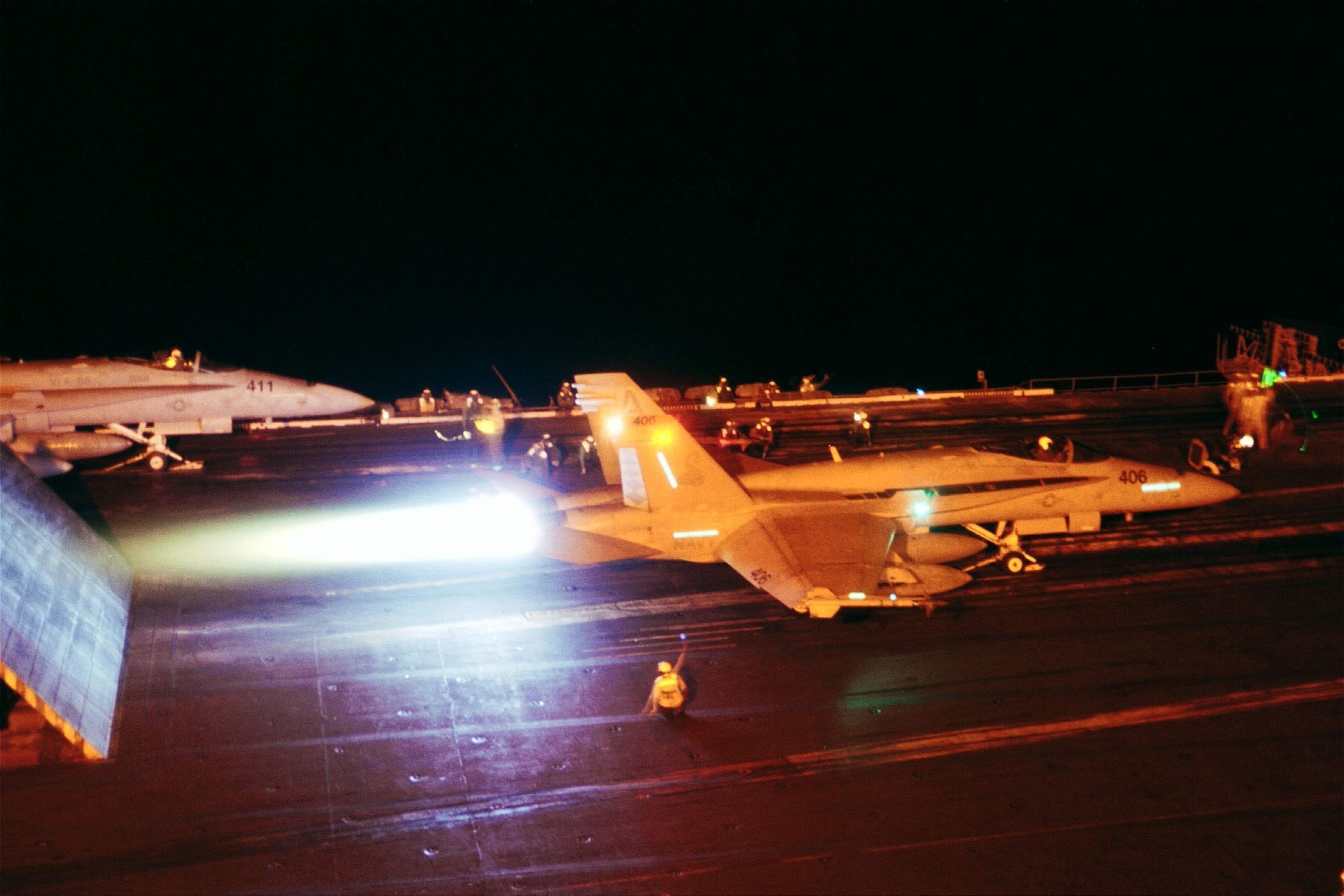
Un F/A-18 Hornet similaire aux avions qui ont permis les observations.

Le 26 mai 2019, le New York Times annonce que des pilotes de la marine de guerre des États-Unis ont aperçu et filmé de nombreux objets inexpliqués entre l'été 2014 et mars 2015 alors qu'ils volaient à haute altitude au large de la côte est des États-Unis. Trois vidéos, montrant des données du cockpit et des images infrarouges, sont d'abord fournies à la presse par l'ex-agent de contre-espionnage Luis Elizondo et l'entreprise To the Stars. En septembre 2019, la Marine américaine confirme l'authenticité des vidéos et qualifie les phénomènes de « phénomènes aériens non identifiés ». En 2020, les vidéos sont ensuite déconfidentialisées et publiées par le département de la Défense,,,, et une porte-parole du département affirme que les vidéos ont été faites par des pilotes de la marine, et qu'elles font « partie d'un problème plus étendu d'accroissement du nombre d'intrusions par des phénomènes aériens non identifiés dans les espaces d'entraînements ces dernières années».
Un collaborateur de l'organisme spécialisé français GEIPAN se déclare « très sceptique » et suggère une blague des pilotes, mais en l'absence de précisions et des vidéos originales s'interdit toute conclusion. Selon le professeur de journalisme Keith Kloor (en), le consensus qui ressort sur Internet de l'analyse des images par des experts est que les phénomènes seraient explicables par des essais de missiles ou aéronefs secrets, peut-être un drone.

## Les faits
Entre 2014 et 2015, des pilotes chevronnés de la marine de guerre américaine ont été confrontés à un certain nombre de rencontres avec des ovnis lors de missions d'entraînement aux États-Unis. Alors que les pilotes étaient en plein vol, leur caméra d'aéronef et leur radar ont détecté des objets aux caractéristiques insolites. Les ovnis volaient à des vitesses hypersoniques jusqu'à 30 000 pieds d'altitude (9 144 mètres). Ils ne disposaient pas de moyens visibles de propulsion. Ils n'avaient « aucune aile distincte, aucune queue distincte, aucun panache d'échappement distinct. ». Ils ont été observés par les pilotes en train d'effectuer des manœuvres « au-delà des limites physiques d'un équipage humain » : ils tournaient instantanément. « Ces choses étaient là toute la journée », déclare au Times le lieutenant Ryan Graves, pilote de F/A-18 Super Hornet et ancien combattant de la Marine depuis dix ans. « Garder un avion en l'air demande beaucoup d'énergie. Avec les vitesses que nous avons observées, 12 heures dans l'air, c'est 11 heures de trop »,.
Sur les vidéos militaires déclassifiées et rendues publiques en mars 2019, on peut notamment observer deux pilotes de la Marine pris au dépourvu après qu'un objet volant sans aile, queue ou panache d'échappement eut croisé leur route en 2015. Selon les pilotes, « On aurait dit qu'ils étaient conscients de notre présence, parce qu'ils se déplaçaient activement autour de nous. ».
Six pilotes qui étaient stationnés sur le porte-avions USS Theodore Roosevelt entre 2014 et 2015 ont raconté qu'ils avaient repéré des ovnis lors de vols le long de la côte sud-est des États-Unis, de la Virginie à la Floride. Les premières fois, ils n'avaient pas été capables de les capturer avec leurs caméras montées sur leur casque. Mais les pilotes ont commencé à voir les objets. Fin 2014, le lieutenant Graves déclare qu'il était de retour à la base de Virginia Beach lorsqu'il a rencontré un compagnon d'escadrille qui revenait tout juste d'une mission « avec un regard de choc sur son visage ». Le pilote avait failli entrer en collision avec un ovni qui ressemblait à une « sphère enveloppant un cube ». Les observations ont été rapportées au Advanced Aerospace Threat Identification Program (« Programme d'identification des menaces aérospatiales avancées » du département de la Défense).
Les objets ont continué à apparaître, à 30 000 pieds, à 20 000 pieds, même au niveau de la mer. Ils pouvaient accélérer, ralentir et ensuite atteindre des vitesses hypersoniques.
Le lieutenant Accoin déclara qu'il avait interagi deux fois avec les objets. La première fois, après avoir repéré l'objet sur son radar, il avait réglé son avion pour rejoindre l'ovni, volant à 1 000 pieds sous lui. Il aurait dû le voir avec sa caméra de casque, mais il ne pouvait pas, alors que son radar lui indiquait qu'il était là. Quelques jours plus tard, le lieutenant déclara qu'un missile d'entraînement de son jet était verrouillé sur l'objet et que sa caméra infrarouge avait également détecté celui-ci : « Je savais que je l'avais, je savais que ce n'était pas un faux coup. ».
En mars 2015, le Roosevelt quitte les côtes de la Floride pour se rendre dans le golfe Persique dans le cadre de la mission dirigée par les États-Unis pour combattre l'État islamique en Irak et en Syrie. Les mêmes pilotes qui interagissaient avec les objets étranges au large de la côte Est sont alors chargés d'effectuer des missions de bombardement au-dessus de l'Irak et de la Syrie.
Les incidents ont cessé après leur départ des États-Unis, selon les pilotes. Cependant, selon le lieutenant Ryan Graves, après qu'un escadron d'ovnis eut suivi son groupe d'attaque de la Marine le long de la côte est des États-Unis pendant des mois, en mars 2015, après le déploiement du porte-avion Roosevelt dans le golfe Persique, les ovnis avaient réapparu : « Nous avons eu des problèmes avec eux quand nous sommes allés au Moyen-Orient. ».

## Vidéos
- La vidéo dite « Go Fast » d'un phénomène aérien non identifié (PAN), filmée par la caméra infrarouge d'un avion de chasse F/A-18.
- La vidéo dite « Gimbal » d'un phénomène aérien non identifié (PAN), filmée par la caméra infrarouge d'un avion de chasse F/A-18.

## Analyse
Interrogé par l'équipe de vérification des faits de Libération, Antoine Cousyn, collaborateur régulier du GEIPAN, avoue « ne pas pouvoir totalement émettre de certitudes », indispensables à une étude scientifique. Il se déclare « très sceptique ». Cousyn conclut qu'il pense sérieusement qu'il s'agit d'une blague des pilotes mais il insiste sur le fait que l'absence de précisions et des vidéos originales interdit toute conclusion. Sur la vidéo Gimbal, la rotation de l'objet pourrait être la rotation de l'avion lui-même. La vidéo du Nimitz avait par ailleurs déjà été publiée sur un jeune étudiant allemand ayant des contacts aux États-Unis,.
Selon le professeur de journalisme Keith Kloor (en), le consensus qui ressort sur Internet de l'analyse des images du Nimitz et du USS Roosevelt par de nombreuses personnes expérimentées dans les questions aéronautiques et aérospatiales, est qu'au lieu d'« anomalies », les phénomènes perçus seraient plutôt explicables par des essais de missiles ou aéronefs secrets, peut-être un drone.
Les vidéos ont, depuis septembre 2019, été authentifiées par la Marine américaine mais celle-ci préfère parler de « phénomènes aériens non identifiés » (UAP en anglais, PAN ou PANI en français) plutôt que d'« objets volants non identifiés » (UFO en anglais, ovni en français). Pour le journaliste spécialiste des questions spatiales Rémy Decourt, « si l'authenticité des images a pour la première fois été attestée officiellement, elles n'indiquent en rien une origine extraterrestre. En effet, ces objets peuvent aussi évoquer des drones militaires très avancés qui a priori ne seraient pas américains. »

## Divers
Une série documentaire en six parties, intitulée Unidentified: Inside America's UFO Investigation (en) et présentée à partir du 31 mai 2019, a été produite par la chaîne History à propos de ces observations d'ovnis.